# فرانک سیلوا
فرانک سیلوا (انگلیسی: Frank Silva؛ ۳۱ اکتبر ۱۹۴۹ – ۱۳ مارس ۲۰۲۵ (۴۵ ساله)) یک هنرپیشه اهل ایالات متحده آمریکا بود.
از فیلم‌ها یا برنامه‌های تلویزیونی که وی در آن نقش داشته است می‌توان به توئین پیکس: با من بر آتش برو اشاره کرد.